# Шантилиха
Шантилиха — деревня в Бежаницком районе Псковской области России. Входит в состав сельского поселения Бежаницкое.

## География
Деревня находится на юго-востоке центральной части Псковской области, в пределах Бежаницкой возвышенности, к северу от озера Мелутка, на расстоянии примерно 17 километров (по прямой) к юго-юго-западу (SSW) от посёлка городского типа Бежаницы, административного центра района. Абсолютная высота — 260 метров над уровнем моря.

### Часовой пояс
Деревня Шантилиха, как и вся Псковская область, находится в часовой зоне МСК (московское время). Смещение применяемого времени относительно UTC составляет +3:00.

## История
До 2010 года населённый пункт входил в состав ныне упразднённой Аполинской волости, в период с 2010 по 2015 годы — в состав Бежаницкой волости.

## Население
| 2001 | 2002 | 2010 |
| ---- | ---- | ---- |
| 0    | →0   | →0   |